# حديقة الطرف النموذجية
حديقة الطرف النموذجية أو حديقة الحيوان بالأحساء هي حديقة تشمل العديد من الحيوانات تقع في محافظة الأحساء في المنطقة الشرقية في المملكة العربية السعودية، كما تعد الحديقة من معالم الأحساء السياحية.

## الموقع
تقع حديقة الطرف النموذجية في بلدة الطرف علي بعد حوالي 15 كليو مترًا عن شرق مدينة الهفوف.

## المحتويات
تشمل الحديقة العديد من الحيوانات مثل الحيونات المفترسة كالأسد، والنمر، والأليفة مثل الزرافة، والماعز الجبلي، والغزلان، والطيور الجارحة مثل الصقر، والنسر، والداجنة مثل البجع، والحمام، والبط، كما يوجد بيت للزواحف، ويعيش في الحديقة التمساح والثعابين. وتضم الحديقة بعض ألعاب الأطفال، كما يوجد في الحديقة أيضًا القطط والكلاب، والقردة، والنعام، والببغاوات، والاوز، والأرانب.

## المساحات الخضراء
يوجد العديد في الحديقة العديد من النوافير والشلالات الاصطناعية في وسط أشجار النخيل، والمساحات الخضراء.

## الأفتتاح
أفتتحت حديقة الطرف النموذجية في عام 2009.

## ألعاب
يوجد العديد من الألعاب في الحديقة مثل القطاع الكهربائي، وسباق السيارات.

## مواعيد الزيارة
تستقبل الحديقة الزوار في الفترة الصباحية، والمسائية، وتغلق الحديقة في فترة الظهر للراحة.

## إشاعات
في عام 2017، إشيع هروب أسد من الحديقة، ولكن نفى محمد الديواني مالك حديقة الطرف النموذجية نبأ هروب الأسد من الحديقة.